# Тулубьево (Тульская область)
Тулубьево — деревня в Венёвском районе Тульской области России.
В рамках административно-территориального устройства является центром Тулубьевского сельского округа Венёвского района, в рамках организации местного самоуправления входит в Центральное сельское поселение.

## География
Расположена в 53 км к северо-востоку от Тулы и в 13 км к северу от райцентра города Венёв.

## Население
| 2002 | 2010 |
| ---- | ---- |
| 164  | ↘131 |

Население — 131 чел. (2010).